# Anastasia Ilyankova
Anastasia Ilyankova (russo:  Анастасия Андреевна Ильянкова; IPA: [ɐnəstɐˈsʲiɪ̯ə ɪlʲɪ̯ɪnˈkovə]; Leninsk-Kuznetski, 12 de janeiro de 2001) é uma ginasta artística russa, medalhista olímpica.

## Carreira
Ilyankova participou dos Jogos Olímpicos de Verão de 2020 em Tóquio, onde participou da prova de barras assimétricas, conquistando a medalha de prata após finalizar a série com 14.833 pontos.